# Аль-Аккірмані
Мухаммад б. Мустафа аль-Аккірмані аль-Кафауві (? — 1760) — мусульманський теолог, певний час займав посаду судді в Мецці. За походженням кримець, народився в Аккермані (сучасний Білгород-Дністровський). Згодом мешкав у Кафі (сучасна Феодосія, Крим), де здобув релігійну освіту. Автор численних праць у різних галузях релігійного та наукового знання.

## Біографія
Одним з небагатьох джерел, які дозволяють скласти загальне уявлення про аль-Аккірмані, є біографічний компендіум «Настанова вчених» османського історика Ісма'іла-паши аль-Багдаді (пом. 1920 р.). Ісма'іл-паша наводить повне ім'я аль-Аккірмані: «Мухаммад б. Мустафа Хумайд аль- Кафауві аль-Ханафі, відомий як аль-Аккірмані». Біограф стверджує, що аль-Аккірмані помер у місяці мухаррам 1174 року гіджри (поч. серпня -поч. вересня 1760 Р. Х.), займаючи посаду судді ханафітського мазгабу в Мецці. У цей час територія Хіджазу, де знаходяться Мекка й Медина, перебувала в складі Османської імперії (з 1519 року). З 1536 року ханіфітський суддя Мекки признавчався в Стамбулі, а в 1565 році вийшов наказ про те, що судді трьох інших мазгабів (шафіїтського, малікітського та ханбалітського) повинні обов'язково консультуватися саме в суддівському управлінні ханіфітів. Таким чином, посада ханіфітського судді в Мецці, яку займав аль-Аккірмані, відігравала важливу роль у османській адміністрації Хіджазу. Точне місце й дата народження аль-Аккірмані невідомі, тому лише його топонімінчі прізвища дозволяють зробити цілком імовірні припущення. У одному з рукописів «Коментаря на сорок хадісів», датованим 1233 роком (1817/1818) стверджується, що ця праця була написана «Мухаммадом, сином Мустафи, Аккерманійським за народженням, ханіфітом за мазгабом, матуридитом за віросповіданням». у місяці джумада ль-уля 1150 (тобто серпні-вересні 1737) року. «Аль-Кафауві», ще одне вищезгадане прізвище Мухаммада б. Мустафи, свідчить про його стосунок до міста під арабізованою назвою Кафаг. Оскільки таке саме прізвище мав відомий філолог Абу ль-Бака’, який, згідно з історичними повідомленнями, походив із міста Кафа (турк. Кефег) в Криму (тобто сучасної Феодосії), цілком імовірно, що у випадку з Мухаммадом б. Мустафою «Аль-Кафауві» також означає «Кафський». Виходячи з цього, можна стверджувати, що цей автор певний час мешкав саме в Кафі, про що свідчить і назва одного з його творів — «Кафський адаб». Зв'язок Мухаммада б. Мустафи із північним Причорномор'ям дозволяє ідентифікувати й першу частину його топонімічного прізвища як «Аккерманський», тобто людина, що походить із Аккерману
(сучасн. Білгород-Дністровський) — міста й фортеці, які входили до складу Османської держави з 1484 до 1770 року. Отож, народившись в Аккермані, Мухаммад б. Мустафа міг отримати початкову релігійну освіту саме в Кафі — значимому в ті часи культурному центрі Кримського п-ова. І хоча майже нічого не відомо про його подальше життя, цілком імовірно, що свою освіту автор продовжував уже в значимих релігійних центрах того часу, тобто великих містах Близького Сходу.

## Праці
Згідно із повідомленням Ісма'іла-Паши та збереженими рукописами, аль-Аккірмані був автором більше двох десятків різних праць. Їм можна систематизувати наступним чином:
- 1). Роботи, які стосуються доктрини:

«Коштовне намисто в коментарях до віроповчальних принципів»,
«Перлове намисто в роз'ясненні того, що знання Усевишнього не має кінця»,
«Послання про загальну й конкретну спроможність», «Акти поклоніння та
часткові прояви волі», „Коментар до слів «з ім'ям Аллаха»“, "Коментар до
слів «Хвала Аллаху».
- 2) Доксографічні твори:

«Послання про єретичні секти».
- 3). Примітки (хашійя) та коментарі (шарх) на екзегетичні праці:

„Примітки до «Світил зіслання» аль-Байдауві“, „Примітки до «Достовірного зібрання» аль-Бухарі“, «Коментар на сорок хадісів аль-Біркаві», Примітки до коментаря Мірабі на «Відкриття», «Примітки до коментаря аль-Казабаді», «Послання про тексти молитов».
- 4). Медичні роботи: «Користі сіваку».
- 5). Біографічні роботи: «Визначення наук та життєписи авторів».
- 6). Філологічні роботи: «Книга чистоти про флексії, мову й смисл», «Коментар на послання аль-’Ассама про метафору», «Кафський адаб», „Примітки до хусайнівських коментарів на «Адаб» аль-Біркаві“.

## Дослідження
Творчість цього автора вивчена поверхово; існує кілька публікацій в турецькій «Ісламській енциклопедії». Філософські ідеї твору «Коштовне намисто» представлені в роботі турецького вченого Несліхана Дага. В Україні праці аль-Аккірмані досліджувалися сходознавцем М.Якубовичем.